# Arne Francke

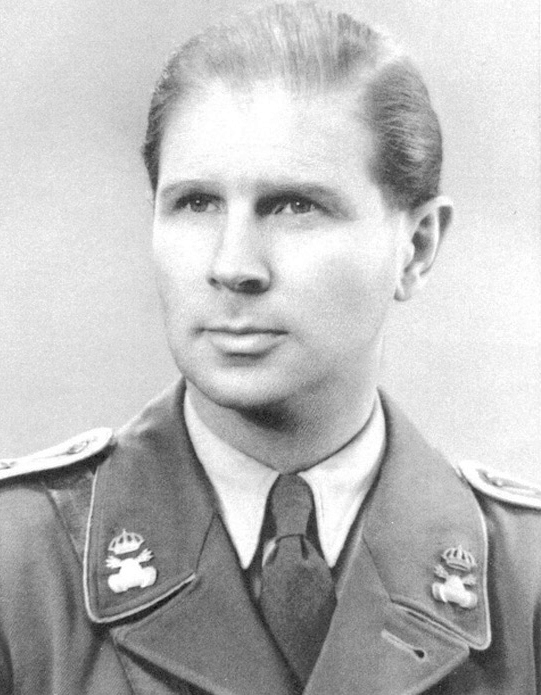
Arne Francke.

Arne Edvard Francke, född den 6 maj 1904 i Stockholm, död den 11 mars 1973 i Lidingö församling, Stockholms län, var en svensk militär och tävlingsryttare.
Francke blev fänrik i Skånska husarregementet 1924, löjtnant i Skånska kavalleriregementet 1929, vid Livregementet till häst 1932, kapten vid generalstabskåren 1937 och major vid pansartrupperna 1942. Han blev adjutant hos kungen 1943 och stabschef i VII militärbefälhavarstaben 1944. Francke befordrades till överstelöjtnant i generalstabskåren 1946, på reservstat 1950. Han var försvars- och militärattaché i London med sidoackreditering i Haag och Bryssel 1946–1950 och militär chef för svenska kontingenten vid neutrala nationernas övervakningskommission i Korea 1953–1954. Francke, som genomgått den italienska ridskolan i Pinerolo, ansågs åren kring 1930 som en  av Europas främsta ryttare. Åren 1925–1938 startade han i 299 prishoppningar av olika slag, segrade i 58 och placerade sig 131 gånger. I fälttävlan vann Francke på 13 starter 4 segrar och 6 platspris. Dessutom deltog han och placerade sig i 3 prisridningar. Sina mest uppmärksammade utlandssegrar vann Francke i Luzern 1929 på Fridolin och i Aachen 1930 på Urfé. Flera stora segrar vann han även på Kornett (från Vittskövle stuteri). Bland Franckes segrar i svenska lopp bör nämnas Kungens kanna 1930 (på Kornett), Stockholms fältrittklubbs stora hoppning 1934–1936 och Prins Carls pris i arméfälttävlan 1930 (på Fridolin). Han började sin bana som steeplechaseryttare under elevtiden vid Strömsholms ridskola 1925 och vann 1925–1928 med sina båda hästar Drinkmore och Clan Robert bland annat Konungens och Kronprinsens hederspris. Sammanlagt hemförde Francke på kapplöpningsbanorna 8 segrar och tagit 20 platspris. Han deltog i olympiska sommarspelen 1932 i Los Angeles och i olympiska sommarspelen 1936 i Berlin. Francke blev riddare av Svärdsorden 1943 och av Vasaorden 1948. Han vilar på Lidingö kyrkogård.